# Heliogomphus chaoi
Heliogomphus chaoi là loài chuồn chuồn trong họ Gomphidae. Loài này được Karube mô tả khoa học đầu tiên năm 2004.